# 1934–1935-ös magyar női nagypályás kézilabda-bajnokság
Az 1934–1935-ös magyar női nagypályás kézilabda-bajnokság a nyolcadik női nagypályás kézilabda-bajnokság volt. A bajnokságban nyolc csapat indult el, a csapatok két kört játszottak.

## Tabella
| #  | Csapat                    | M  | Gy | D | V  | G+ | G- | P  | Megjegyzés   |
| -- | ------------------------- | -- | -- | - | -- | -- | -- | -- | ------------ |
| 1. | Angol–Magyar Cérnagyár SC | 14 | 14 | 0 | 0  | 46 | 2  | 28 |              |
| 2. | Goldberger SE             | 14 | 11 | 1 | 2  | 50 | 12 | 23 |              |
| 3. | Munkás TE                 | 14 | 8  | 2 | 4  | 21 | 32 | 18 |              |
| 4. | MOVE Széchenyi TE         | 14 | 8  | 0 | 6  | 51 | 18 | 16 |              |
| 5. | Magyar Pamut SC           | 14 | 7  | 1 | 6  | 28 | 35 | 15 |              |
| 6. | Vívó és Atlétikai Club    | 14 | 4  | 0 | 10 | 3  | 47 | 8  |              |
| 7. | Wery Fine SC              | 14 | 2  | 0 | 12 | 5  | 47 | 4  |              |
| 8. | Kispesti Törekvés SE      | 14 | 0  | 0 | 14 | 0  | 11 | 0  | Visszalépett |

* M: Mérkőzés Gy: Győzelem D: Döntetlen V: Vereség G+: Dobott gól G-: Kapott gól P: Pont